# Grigorij Łaźko
Grigorij Siemionowicz Łaźko, ros. Григорий Семёнович Лазько (ur. 6 września?/19 września 1903 we wsi Lewokumskoje w Kraju Stawropolskim, zm. 17 listopada 1964 w Kijowie) – generał major Armii Czerwonej i generał brygady Ludowego Wojska Polskiego.

## Wykształcenie
Ukończył pułkową szkołę podoficerską w 66 pułku strzelców w Północnokaukaskim Okręgu Wojskowym w 1926, zjednoczone kursy Ukraińskiego Okręgu Wojskowego w Kijowie (1930), kurs dowódców przy Zjednoczonej Szkole Wojskowej im. WCIK w Moskwie (1932), Akademię Wojskową im. M. Frunzego (1937), Wyższą Wojskową Akademię im. K. Woroszyłowa (1951).

## Służba
Od września 1925 odbywał służbę w 66 pułku strzelców w Północnokaukaskim Okręgu Wojskowym, gdzie ukończył szkołę pułkową a następnie był młodszym dowódcą. Od października 1928 był szefem kompanii 222 pułku strzelców w tym okręgu. W 1929 został skierowany na kurs, po ukończeniu którego służył w 70 pułku strzelców Ukraińskiego Okręgu Wojskowego jako dowódca plutonu oraz szef służby chemicznej pułku. W 1932 po ukończeniu kolejnego kursu wrócił do pułku, gdzie był dowódcą plutonu oraz kompanii. Od maja 1934 był słuchaczem Akademii Wojskowej RKKA im. M. Frunzego, po ukończeniu której w październiku 1937 został skierowany do służby w 100 Dywizji Strzelców Białoruskiego Specjalnego Okręgu Wojskowego, gdzie pełnił obowiązki szefa 5 wydziału sztabu oraz czasowo pełnił obowiązki szefa sztabu dywizji. Od sierpnia 1938 był szefem 1 wydziału 5 oddziału sztabu Witebskiej Grupy Armii. Od września 1938 był oficerem do zadań specjalnych przy Sztabie Generalnym RKKA, następnie w styczniu 1940 został wyznaczony na zastępcę szefa sztabu do spraw tyłów 23 Dywizji Strzelców w Charkowskim Okręgu Wojskowym. Od maja 1940 był szefem oddziału operacyjnego – zastępcą szefa sztabu 55 Korpusu Strzelców w Charkowskim Okręgu Wojskowym. Od sierpnia 1940 pełnił obowiązki szefa sztabu 25 Korpusu Strzelców, a od kwietnia 1941 – szefem oddziału operacyjnego – zastępcą szefa sztabu 45 Korpusu Strzelców w tym okręgu.
Po napaści Niemiec na ZSRR kontynuował służbę na tym stanowisku. Od końca sierpnia 1941 kierował formowaniem 307 Dywizji Strzelców w Moskiewskim Okręgu Wojskowym, która we wrześniu pod jego dowództwem została skierowana na Front Briański w składzie 13 Armii. Za udział w walkach obronnych został odznaczony Orderem Czerwonego Sztandaru. 22 lutego 1943 został awansowany na stopień generała majora. W czerwcu 1943 został dowódcą nowo sformowanego 30 Korpusu Strzelców w składzie 60 Armii na Froncie Centralnym. Jako dowódca korpusu brał udział w bitwie kurskiej, forsowaniu Dniepru, żytomiersko-berdyczowskiej operacji zaczepnej. Za wzorowe wypełnienie zadań został odznaczony Orderem Suworowa II stopnia. Od lutego 1944 dowodził korpusem w ramach operacji lwowsko-sandomierskiej, wschodniokarpackiej, budapeszteńskiej, balatońskiej oraz wiedeńskiej. Korpus wyróżnił się w walkach o Stanisławów oraz Budapeszt, jednak 3 maja 1945 za nieumiejętne dowodzenie oraz brak dyscypliny generał Łaźko został karnie zwolniony ze stanowiska.
Po zakończeniu wojny – w końcu maja 1945 został wyznaczony na stanowisko zastępcy dowódcy 37 Korpusu Strzelców Frontu Ukraińskiego. Od lipca 1946 dowodził 25 Dywizją Zmechanizowaną w Przykarpackim Okręgu Wojskowym, a od marca 1947 był zastępcą dowódcy 73 Korpusu Strzelców w tym okręgu. Od lipca 1950 przebywał na wyższym akademickim kursie w Wyższej Wojskowej Akademii im. K. Woroszyłowa, który w lipcu 1951 ukończył z wyróżnieniem, następnie przebywał w dyspozycji Głównego Zarządu Kadr Armii Radzieckiej.
W listopadzie 1951 został odkomenderowany do dyspozycji Wojska Polskiego, gdzie pełnił obowiązki zastępcy dowódcy Warszawskiego Okręgu Wojskowego do spraw liniowych. Z dniem 11 listopada 1953 został wyznaczony na stanowisko komendanta Akademii Sztabu Generalnego WP, funkcję tę pełnił do 31 grudnia 1954.
Następnie powrócił do służby w Armii Radzieckiej, gdzie od lutego 1955 pozostawał w dyspozycji Głównego Zarządu Kadr Armii Radzieckiej, a w kwietniu 1955 został przeniesiony do rezerwy.
Mieszkał i zmarł w Kijowie, gdzie został pochowany na Łukianowskim Cmentarzu Wojennym.

## Ordery i odznaczenia
- Krzyż Komandorski Orderu Odrodzenia Polski – 1954
- Order Lenina
- Order Czerwonego Sztandaru – pięciokrotnie
- Order Suworowa II stopnia
- Order Kutuzowa II stopnia
- Order Czerwonej Gwiazdy